# Miopristis
Miopristis es un género de escarabajos  de la familia Chrysomelidae. En 1848 Lacordaire describió el género. Contiene las siguientes especies:
- Miopristis aericollis Medvedev & Erber, 2003
- Miopristis bisculpturata Medvedev, 1993
- Miopristis caplandica (Medvedev, 1993)
- Miopristis dimorphus Medvedev, 1993
- Miopristis ditata (Lacordaire, 1848)
- Miopristis foersbergi (Lacordaire, 1848)
- Miopristis labiata (Lacordaire, 1848)
- Miopristis maraisi Medvedev, 1993
- Miopristis minor (Burgeon, 1942)
- Miopristis minuta (Medvedev, 1993)
- Miopristis namaquensis Medvedev, 1993
- Miopristis ornata Medvedev, 1993
- Miopristis pachybrachyoides (Medvedev, 1993)
- Miopristis waltoni (Medvedev, 1993)